# 上畠益三郎
上畠 益三郎（うえはた ますさぶろう、1873年（明治6年）1月7日 - 1938年（昭和13年）1月25日）は、日本の政治家、法律家、実業家。衆議院議員、弁護士、大阪株式取引所理事長、日本信託銀行取締役、法政大学監事を務めた。

## 略歴・人物
大阪市生まれ。1891年（明治24年）に和仏法律学校（現法政大学）邦語法律科を卒業。その後、判事検事登用試験に合格し、徳島地方裁判所検事、大阪地方裁判所検事を経て弁護士になる。1920年（大正9年）に第14回衆議院議員総選挙に大阪府第2区から無所属で出馬し当選。当選後は庚申倶楽部に所属した。その後、大阪株式取引所理事長、日本信託銀行取締役に就任。そして、1931年（昭和6年）に法政大学監事に就任。
1938年（昭和13年）1月25日に死去。

## 栄典
- 時期不明 - 正七位[1]

## 著書
- 『カイヨー夫人之獄』（1926）[7]